# 藤田義隆
藤田 義隆（ふじた よしたか、1957年8月12日 - ）は、兵庫県神戸市出身の通訳者。2022年まで日本プロ野球のオリックス・バファローズ編成部国際グループのチーフ通訳を務めた。

## 経歴
中学時代に愛聴していたビートルズを切っ掛けに、英語の習得を決意する。芦屋市立芦屋高等学校卒業後は大学進学を目指していたものの、事情があり断念。それでも英語の勉強したいことから専門学校の聖ミカエル国際学校英語科に入学した。
専門学校卒業時には貿易会社から話があったものの、しっくりこなかったことから断りを入れる。他を探していたところ、同校OBの知人から紹介され、1983年1月、新卒で日本プロ野球・近鉄バファローズに通訳として採用される。野球は遊びでやったことがある程度だったが、高校時代には友人の影響で近鉄を応援していたという。最初は英語の野球用語を理解することに苦労していたが、外国人選手と何度も確認していく中で関係も深くなっていったという。
近鉄がオリックス・ブルーウェーブと球団合併してからはオリックス・バファローズの通訳に転じる。2010年からはチーフ通訳に就任。2012年の日本プロ野球コンベンションではスタッフ部門賞を受賞した。2021年時点、NPB全球団の現役の球団通訳の中では藤田が最年長であった。
定年のため、2022年シーズンをもって勇退した。勇退までに携わった外国人選手は120人を超える。

## 人物・エピソード
口髭と眼鏡がトレードマーク。気さくな人柄と誠実な仕事ぶりで、選手からの信頼が厚い。近鉄、オリックスで多くの外国人選手の通訳を担当し続け、練習から試合まで移動便や遠征先にも同伴するなど常に外国人選手の傍らにいる。外国人選手からは親しみを込めて「フジ」と呼ばれていた。
藤田が一番印象に残っている選手はタフィ・ローズであり、近鉄時代もオリックス時代も共に過ごし、仕事の枠を越えたローズの「相棒」だったと表現するメディアもある。そんな藤田が「一生忘れられない」と語る記憶として、2021年の日本シリーズ・第5戦のアダム・ジョーンズの代打勝ち越し本塁打を挙げている。ローズとジョーンズの他に印象に残っている選手として、通訳2年目に担当したドン・マネーの名前も挙げている。
球団通訳として初仕事は、伊丹空港でのマイク・エドワーズの入団会見の通訳であった。学生上がりで通訳経験も浅い中で、大勢の記者たちを前にした仕事だったため面を食らい、会見終了後はしばらく席から立ち上がれない放心状態となり、後年「少々トラウマの記憶です（笑）」と語っている。
2021年のクライマックスシリーズ・ファイナルステージ第2戦、6回2死一塁の場面で対戦相手・ロッテの投手が東妻勇輔に交代して投球練習をしている際、オリックスの次打者の4番・杉本裕太郎のもとに歩み寄り、「クイックが早いから気を付けろよ」と助言した。すると杉本は東妻の初球を捉えて先制の2点本塁打を放ち、これが決勝点となった。杉本は「藤田さんのアドバイスで上手にタイミングが取れた。改めて周りの人に感謝したいです」と語った。もっとも、当然ながらこの助言は藤田個人の意見ではなく監督・中嶋聡の指示の下、伝えに行ったものであり、杉本も冗談めかして語ったコメントである。杉本の次打者が外国人のランヘル・ラベロだったため、ラベロを含めた伝達役に藤田が選ばれたものであった。なお、その隣にいたラベロを通り越して先に杉本に伝えたため、ラベロも驚いた表情を浮かべていたという。
2022年の日本シリーズ・第4戦の練習前に他の勇退する球団職員とともにオリックス選手会から勇退のセレモニーが行われ、「支えてくれてありがとう」と記された特別ユニフォームが手渡された。その時の様子の映像が、球団公式YouTubeチャンネルに投稿されている。